# Грава, Джанлука
Джанлу́ка Гра́ва (итал. Gianluca Grava; род. 7 марта 1977, Казерта) — итальянский футболист, выступавший на позиции защитника.

## Карьера
Джанлука Грава начал карьеру, занимаясь в футбольной школе города Санто-Приско. Оттуда он перешёл в клуб «Казертана», где дебютировал в возрасте 16 лет в основном составе. В сезоне 1995/96 Грава помог клубу выйти в Серию С2. В 1997 году Джанлука перешёл в «Туррис», за который провёл 30 матчей. Он участвовал с клубом в переходных играх с «Лодиджани», где его команда проиграла дважды. По окончании сезона Грава стал игроком клуба Серии В «Тернана». Он провёл в команде 6 сезонов, но клуб в эти годы не поднимался выше 7 места. В общей сложности, Грава провёл за «Тернану» 153 матча и забил 1 гол. В сентябре 2004 года Грава, на правах аренды, перешёл в «Катандзаро».
В январе 2005 года Грава перешёл в «Наполи». Он быстро завоевал место в основном составе команды и помог клубу выйти сначала в Серию В, а затем в Серию А. 2 сентября 2007 года Грава дебютировал в высшем итальянском дивизионе в матче с «Удинезе», в котором его клуб победил 5:0; в этой же игре Грава вывел свою команду на поле в качестве капитана. Начиная с сезона 2007/08 Грава постепенно терял место в основном составе команды. В начале сезоне 2008/09 Грава вообще не появлялся в составе «азурри», и лишь с приходом на пост главного тренера клуба Роберто Донадони Джанлука стал чаще играть в стартовом составе. После того, как Донадони сменил Вальтер Мадзарри Грава вернулся в стартовый состав «Наполи». По окончании сезона 2009/10 Джанлука продлил контракт с клубом до 2012 года. В январе 2011 года Грава получил тяжёлую травму колена.

## Достижения
- Обладатель Кубка Италии: 2011/12